# El Apóstol
El Apóstol (pol. Apostoł) – argentyński film animowany z 1917 roku, rysowany przez Quirino Cristianiego. Trwa około 60 minut. Jest to pierwszy na świecie pełnometrażowy film animowany. Żadna kopia nie zachowała się do czasów współczesnych.

## Okoliczności powstania
Film powstał z inicjatywy producenta Federica Valle, który współpracował wcześniej z francuskim filmowcem i iluzjonistą Georges'em Méliès. Pomysł powstał po tym, jak Valle pracował z Quirino Cristianim nad krótkometrażowym filmem Interwencja w prowincji Buenos Aires, przeznaczonym do kroniki filmowej. Idea stworzenia pełnometrażowego filmu animowanego była ówcześnie pomysłem ambitnym – film animowany dopiero się rozwijał, podobnie jak pełny metraż w ogóle; dodatkowo zaangażowani przez Vallego twórcy nie mieli doświadczenia w filmie animowanym lub było to doświadczenie bardzo skromne (scenarzysta Alfredo de Laferrere był z zawodu dramaturgiem, a rysownicy zajmowali się przede wszystkim karykaturą polityczną), a przemysł filmowy w Argentynie nie był ówcześnie bardzo rozwinięty.
Wyprodukowanie filmu zajęło jego twórcom ok. 12 miesięcy. W tym czasie stworzono ok. 58000 obrazków oraz długi na 7 metrów model Buenos Aires, w którym pojawiali się przechodnie, samochody i wpływające do zatoki statki (ok. 30).

### Twórcy
- reżyseria – Quirino Cristiani
- rysunki, animacja – Quirino Cristiani, Diógenes Taborda, Andrés Ducaud
- scenariusz – Alfredo de Laferrere
- produkcja – Federico Valle

Najwięcej pracy w stworzenie filmu włożył Quirino Cristiani. Taborda, którego zadaniem miało być zaprojektowanie wizerunków postaci, stworzył na potrzeby Apostoła tylko kilka rysunków. Jednak przez wiele lat to właśnie Taborda i Valle uchodzili za autorów filmu.

## Treść
Ponieważ film nie zachował się do czasów współczesnych, jego treść znana jest jedynie z artykułów prasowych, recenzji i wspomnień. Wiadomo, że był satyrą polityczną, a jego bohaterem był prezydent Hipólito Yrigoyen. El Apóstol przedstawia sen prezydenta, w którym udaje się on na Olimp, aby tam zdobyć wsparcie greckich bóstw dla swojej walki z korupcją i bezprawiem, dręczącym Buenos Aires. Uzyskawszy pomoc od Zeusa, który użyczył prezydentowi swoich piorunów' Yrigoyen udaje się do stolicy Argentyny, aby oczyścić ją z wszelkiego zła i zbudować w jej miejscu nowe miasto doskonałe. Jednak tuż przed przystąpieniem do budowy nowej stolicy, budzi się ze snu. Fabuła filmu stanowi pretekst do satyrycznego nawiązania do autentycznych postaci i wydarzeń z ówczesnego argentyńskiego życia politycznego.

## Premiera i oddźwięk
Premiera filmu odbyła się 9 listopada 1917 roku. Obraz spotkał się z entuzjazmem publiczności i krytyków. Jednak wyśmiewany w nim prezydent zareagował stanowczo, grożąc zamknięciem wszystkich kin, które zdecydowałyby się go wyświetlać.
Współcześnie nie dysponujemy żadną zachowaną kopią filmu – obraz uległ zniszczeniu w 1926 roku podczas pożaru, który zniszczył archiwa filmowe Vallego.